# Pismo Beach
Pismo Beach is een plaats (city) in de Amerikaanse staat Californië, en valt bestuurlijk gezien onder San Luis Obispo County.

## Demografie
Bij de volkstelling in 2000 werd het aantal inwoners vastgesteld op 8551.
In 2006 is het aantal inwoners door het United States Census Bureau geschat op 8394, een daling van 157 (-1.8%).

## Geografie
Volgens het United States Census Bureau beslaat de plaats een oppervlakte van
34,9 km², waarvan 9,4 km² land en 25,5 km² water. Pismo Beach ligt op ongeveer 21 m boven zeeniveau.

## Plaatsen in de nabije omgeving
De onderstaande figuur toont nabijgelegen plaatsen in een straal van 24 km rond Pismo Beach.